# 李為芝
李為芝（1556年—？年），字明瑞，號詠莪，陝西西安府華州（今渭南市华州区）人，明朝政治人物。

## 生平
萬曆十年（1582年）壬午科陝西鄉試第十名舉人，萬曆十一年（1583年）聯捷癸未科三甲二百六十八名進士。吏部觀政，十三年充順天府鄉試同考官，十四年升户部主事，十八年升员外郎，本年升郎中，十九年升九江知府，二十一年京察浮躁。

## 家族
曾祖李威；祖李清，壽官；父李岳，贈主事。母王氏。